# تپه ماشا اله زاغه
تپه ماشا اله زاغه مربوط به سده‌های میانه دوران‌های تاریخی پس از اسلام است و در شهرستان همدان، بخش مرکزی، دهستان سنگستان، ۱/۵ کیلومتری ضلع شرقی روستای گرگوز واقع شده و این اثر در تاریخ ۲۳ بهمن ۱۳۸۵ با شمارهٔ ثبت ۱۷۱۴۲ به‌عنوان یکی از آثار ملی ایران به ثبت رسیده‌است.